# Wendeta (opowiadanie)
Wendeta – opowiadanie Honoriusza Balzaka z 1830, część Komedii ludzkiej. Podobnie jak Kobieta porzucona, opiera się na prawdziwej historii opowiedzianej pisarzowi przez Laurę d'Abrantes. 
Opowiadanie na język polski przełożył Julian Rogoziński. W publikowanych przez wydawnictwo Czytelnik przekładach Komedii ludzkiej tekst ten został zamieszczony w tomie III, Warszawa 1957.

## Czas powstania
Punktem wyjścia opowiadania jest anegdota opowiedziana Balzakowi przez Laurę d'Abrantes poszerzona następnie o doświadczenia jego sióstr Laury i Laurencji z nauki rysunku w malarskim atelier. Utwór powstał w styczniu 1830 roku. Balzac ogłosił jego fragment w piśmie la Sihouette" z 1 kwietnia 1830 roku. Inny fragment pozwolił przedrukować 9 maja tego roku w "Le Courrier des Electeurs". W całości wydał utwór w maju w pierwszej edycji Scen z życia prywatnego. Wendetta ukazywała się potem w Scenach z życia prywatnego w 1832, 1835 (w Studiach obyczajowych) i w 1839 roku, a w 1842 roku w Komedii ludzkiej jako czwarty utwór pierwszego tomu.

## Treść
W lipcu 1815 roku Ginevra Piombo, jedyna córka Bartolomea Piombo, bogatego Korsykanina, poznaje w pracowni malarskiej, gdzie się uczyła, byłego napoleońskiego żołnierza, Ludwika Portę, ukrywającego się teraz przed policją. Mimo różnicy wieku między nimi zakochuje się w nim i postanawia go poślubić. Napotyka jednak stanowczy opór swojego ojca. Okazuje się, że przed laty stary Piombo w akcie korsykańskiej zemsty - wendety doprowadził do śmierci całą rodzinę Portów. Nie wiedział przy tym, iż Ludwik, jako jedyny członek rodziny, przeżył. Z tego właśnie powodu Bartolomeo traktuje go jak wroga honorowego. Grozi córce, że pozostawi ją bez środków do życia, jeśli ta mimo wszystko zdecyduje się pójść za głosem miłości. Optymistycznie patrzący w przyszłość Ginevra i Ludwik postanawiają jednak wziąć ślub. Stopniowo popadają w coraz gorszą nędzę; chociaż oboje podejmują pracę, nie są w stanie utrzymać siebie i swojego syna. Wreszcie w 1830 Ginevra i dziecko umierają z głodu. Zrozpaczony Ludwik obcina jej piękne czarne włosy i udaje się do jej ojca, by pokazać mu, do czego doprowadziło bezwzględne respektowanie okrutnych tradycji korsykańskich. 

## Cechy utworu
Obok melodramatycznego wątku miłosnego, Wendeta zawiera całkowicie już realistyczny opis losów byłych żołnierzy napoleońskich w epoce Restauracji Burbonów, ukazany na przykładzie Ludwika Porty, zmuszonego do ukrywania się w ciężkich warunkach w pracowni malarskiej, a następnie żyjącego w nędzy. Utwór przesiąknięty jest jednak zdecydowanie romantyzmem, wyrażającym się nie tylko w dramatyzmie losów głównych bohaterów, zestawieniu ze sobą tragedii wynikającej z wielkich wydarzeń historycznych i porachunków rodzinnych i patosie wielu scen, ale i w stosunku autora do buntu głównej bohaterki wobec rodziny, zachowania łamiącego wszystkie ówczesne konwencje. Balzak nie zajmuje wprawdzie wyraźnego stanowiska w kwestii zachowania Ginevry, jednak często podkreśla heroizm jej zachowania, gdy razem z rodziną żyła w zupełnym ubóstwie. Z kolei wizerunek szlachetnego i honorowego Ludwika wpisuje się w podziw autora dla żołnierzy Bonapartego, wyrażony także w powieści Pułkownik Chabert.
Balzac wydaje się odnosić krytycznie do postawy Ginevry, pisze, że w stosunkach pomiędzy nią a rodzicami: wytworzyła się równość, zawsze w takich przypadkach zgubna, a dalej że szacunek to bariera, chroniąca zarówno rodziców, jak i dzieci - pierwszym oszczędza ona zmartwień, a drugim wyrzutów. Opisując ślub młodych bohaterów opowiadania zauważa, że szepty zgromadzonych przypomniały pannie młodej, że świat pyta o przyczynę nieobecności jej rodziców. Refleksję nad władzą rodzicielską osłabia gwałtowność uczuć Bartolomea Piombo i zaborczość jego miłości do córki, zapowiadająca postać Ojca Goriota. Ostatecznie nieposłuszeństwo córki nie zostaje ocenione jako zawinione. Melodramatyczne rozwiązanie intrygi, zdaniem Maurice'a Bardèche, przypomina powieści, od fabrykowania których Balzac rozpoczął swą działalność powieściopisarza